# 420612 Nuptel
420612 Nuptel è un asteroide della fascia principale. Scoperto nel 2008, presenta un'orbita caratterizzata da un semiasse maggiore pari a 2,3445195 au e da un'eccentricità di 0,0981860, inclinata di 11,28810° rispetto all'eclittica.